# Опричний двір
«Опричний двір» (рос. «Опричный двор») або «Опричники» (рос. «Опричники») — російська радикальна націоналістична суспільно-політична організація, що діяла в місті Казань, Російська Федерація, в 1993-1994 роках.

## Історія

### Заснування

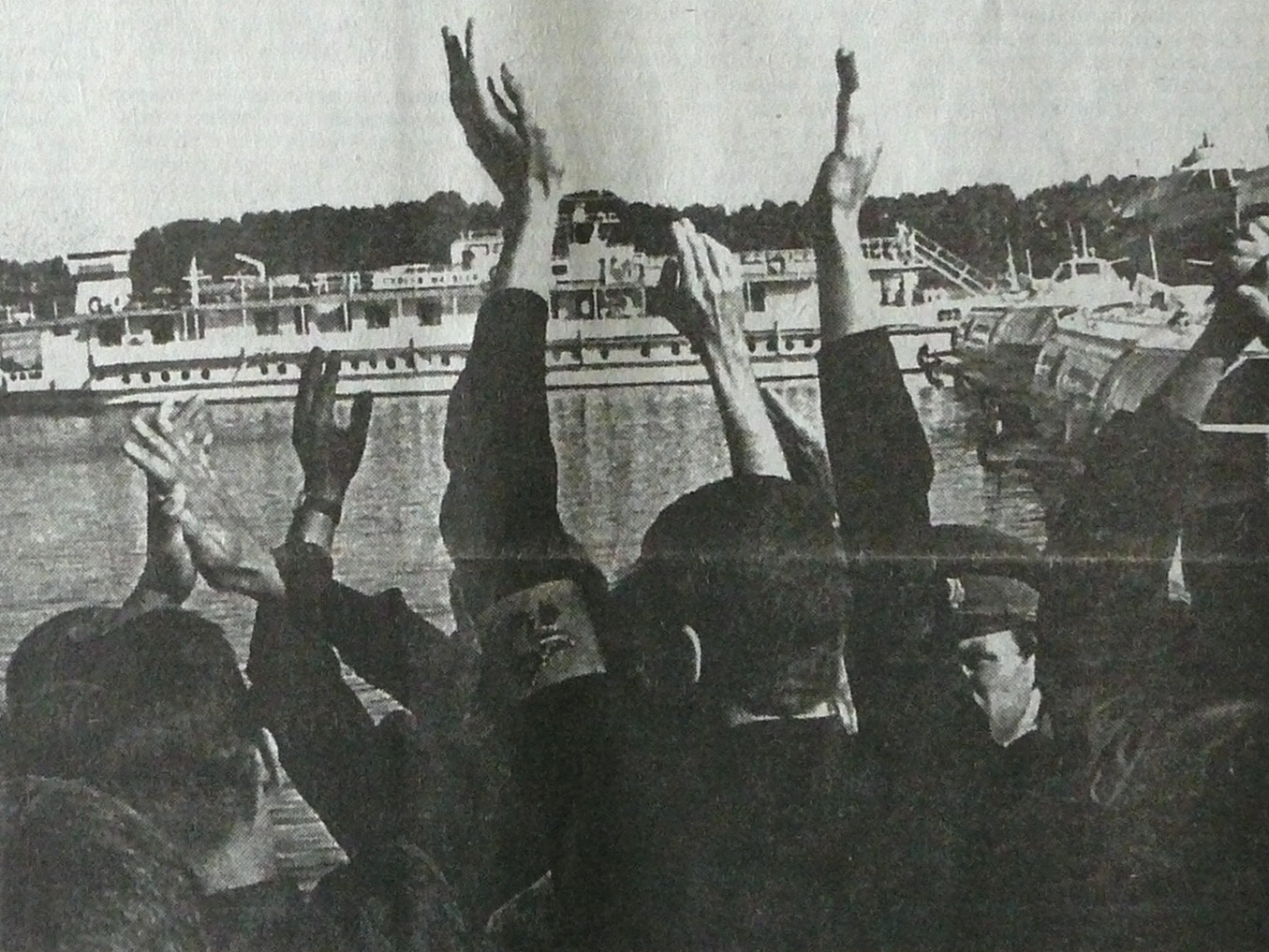
Акція «опричників» у казанському річковому порту 13 серпня 1993 року під час зустрічі теплохода

За свідченням казанської преси, «опричники» вперше відкрито заявили про себе 13 серпня 1993 року, коли «до Казані на теплоході з агітаційною метою прибули лідери російських комуністів: підполковник Станіслав Терехов — голова «Союзу офіцерів» та Сажі Умалатова — голова «постійної Президії» З'їзду народних депутатів СРСР».
«Незвичайність відвідування заїжджих знаменитостей, — зазначав журналіст В. Курносов, — додала охорона — молоді хлопці у чорних сорочках із червоними пов'язками на лівій руці».
У 1999 році фотографію зустрічі з підписом: «Фашистів у Татарстані немає, натомість опричники були...», — помістила на своїх сторінках казанська газета «Время и Деньги».

### Затверджена ідеологія
Головним натхненником створення та керівником «Опричного двору» був місцевий діяч націонал-радикального штибу, колишній пастор баптистської церкви Михайло Юрійович Глухов (нар. 1960).
Сама організація розглядалася їм як елітний політичний підрозділ, члени якої — «опричники» — мали скласти ідеологічне ядро майбутньої «Націонал-соціалістичної російської робітничої партії».
Як емблему члени «Опричного двору» використовували зображення відмітного атрибуту опричного війська московського царя Івана IV Грозного — «собачої голови та мітли», що розташовувалося на червоній пов'язці. Собача голова з розкритою пащею символізувала готовність вигризати внутрішніх «зрадників» у особі режиму Бориса Єльцина та його прихильників — корумпованих чиновників, «злочинців» та «псевдодемократів», а мітла — намір вимести з Росії, нібито, «іноземних окупантів».
«Опричники» виступали за встановлення в країні нового авторитарного порядку, заснованого на неонацистській державній диктатурі та військово-поліційній дисципліні, за жорсткий державний контроль над економікою, висловлювалися на підтримку армії, правоохоронних органів та органів державної безпеки, а також декларували особливі симпатії щодо робітників.

### Розформування
У розмові Михайла Глухова з журналістом Артемом Карапетяном, запис якої було опубліковано 26 січня 1994 року в газеті «Известия Татарстана», лідеру казанських «опричників» було поставлено таке запитання: «Ви оголосили свого часу через пресу про створення власної партії «Опричний двір». Де вона, що з нею, адже, за ідеєю, партія — це і є та сама сила, яка стоїть за вождем?». На це Глухов відповів наступне:
|                  | Життя показало, що сьогодні для політичної перемоги не обов'язкова партія, достатньо мати мобільну працездатну групу підтримки. Така група в мене є. Це люди, які можуть займатися повсякденною поточною роботою. |
| — Михайло Глухов | |

Зі створенням у червні 1994 року в місті Казань «Націонал-соціалістичної російської робітничої партії» «Опричний двір» припинив своє існування як самостійна організація.

## Склад організації
В організацію входили, переважно, особи молодого віку.
«Здебільшого, — підкреслював Михайло Глухов у інтерв'ю, що він дав Курносову в серпні 1993 року, — ми працюємо з робітниками, студентською молоддю, військовими, міліцією, армією, КДБ, частково — з директорським корпусом, підприємцями».